# 宽托叶老鹳草
宽托叶老鹳草（学名：Geranium wallichianum）为牻牛儿苗科老鹳草属的植物。分布在印度、尼泊尔、巴勒斯坦、阿富汗以及中国大陆的西藏等地，生长于海拔3,200米至3,400米的地区，多生在山地阔叶林下，目前尚未由人工引种栽培。

## 名稱
別名為无腺老鹳草（云南植物志）
學名中種小名以丹麥籍外科醫師及植物學家瓦立池命名，以資紀念其對印度、孟加拉等地植物學的貢獻。